# Tynnismalm

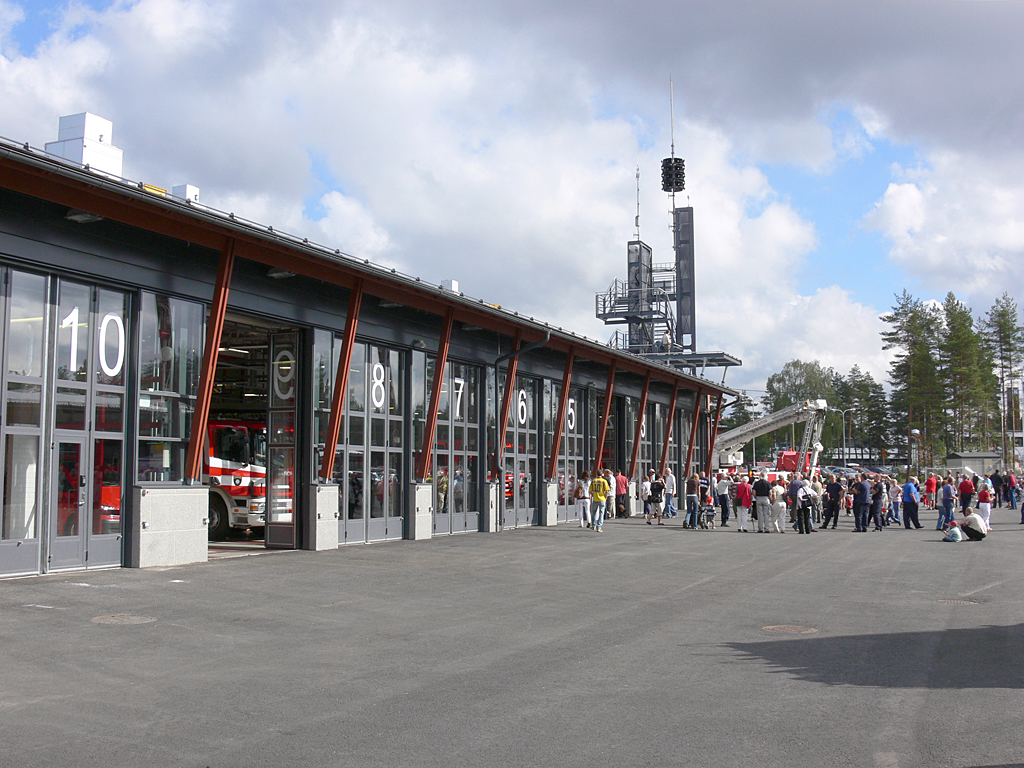
Lojo brandstation i Tynnismalm.

Tynnismalm (finska: Tynniharju) är ett handelsområde i Lojo i det finländska landskapet Nyland. Tynnismalm är beläget cirka tre kilometer sydväst från Lojo centrum mellan stadsdelarna Ojamo och Maksjoki. På området finns flera daglivsmedelsbutiker, hushållsapparats- och möbelbutiker samt bil- och däckbutiker. Även Lojo brandstation och Lojo sjukhus tillsammans med Tynnismalm hälsocentral ligger i Tynnismalm.